# Can Broma
Can Broma és una obra de Calldetenes (Osona) inclosa a l'Inventari del Patrimoni Arquitectònic de Catalunya.

## Descripció
Masia del segle xviii de planta rectangular coberta a dues vessants amb el carener paral·lel a la façana situada a llevant. Consta de planta baixa i primer pis. La façana presenta un portal amb una llinda de gres datada el 1786 i dues obertures a la planta. Al primer pis s'hi distribueixen quatre finestres amb els ampits motllurats i només la central és rodejada per carreus de pedra.